# 新三国トンネル
新三国トンネル（しんみくにトンネル）は、群馬・新潟県境にある国道17号の自動車通行可能なトンネル。
長さは約1,284m（メートル）で、2車線（上下線各1車線）で計画された。それまで供用していた三国トンネル（三國隧道）が1957年（昭和32年）の完成から半世紀以上経過し老朽化していること、また過去の補修工事によって覆工が増した分トンネルが狭くなり、大型車両が壁面を擦ったりセンターラインを大きくはみ出したりしての通行を余儀なくされており、交通安全上問題となっていることから、抜本対策として新トンネルの開削を計画したものである。

## 開発経過

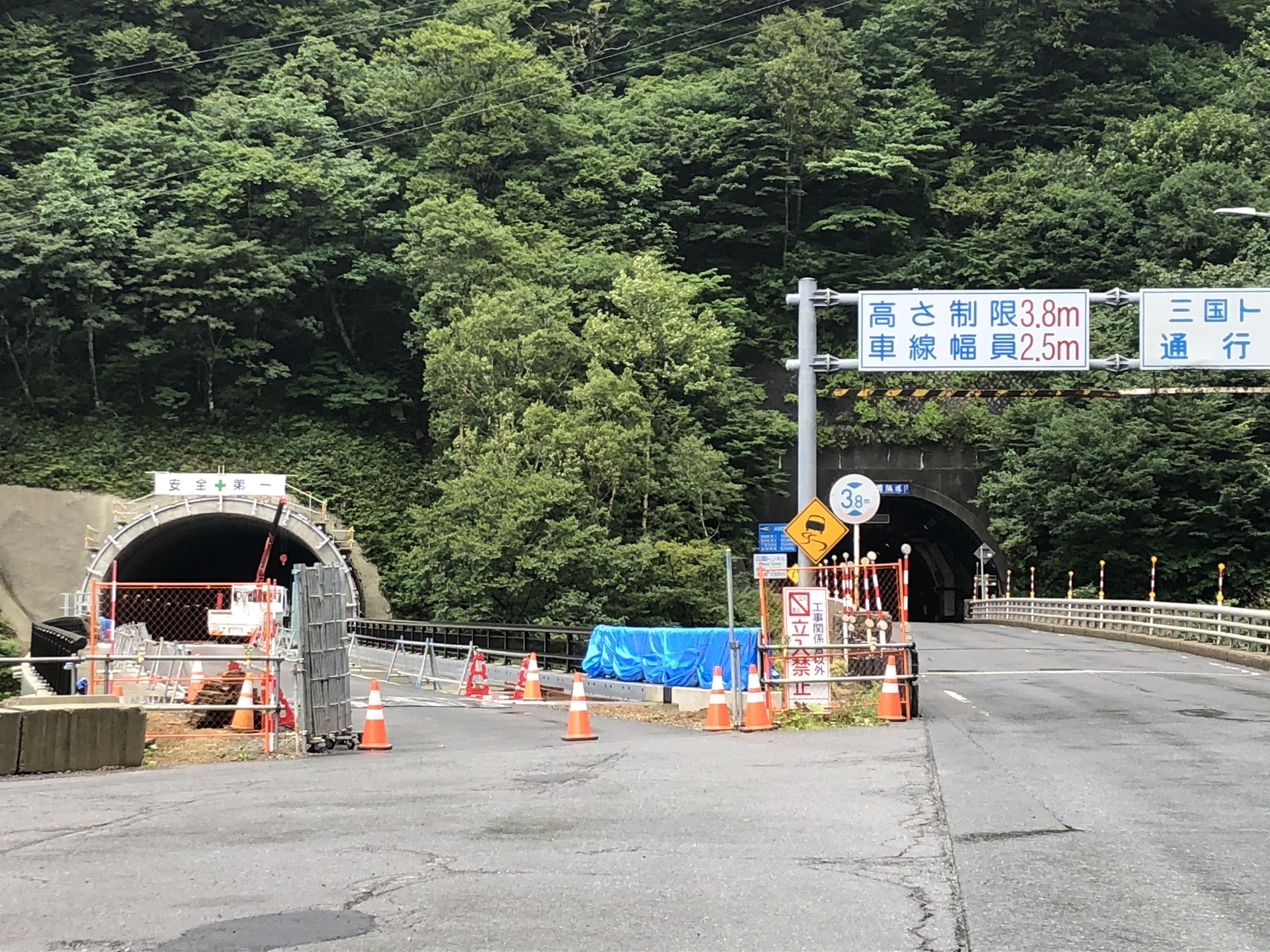
左が建設中当時の新三国トンネル、右が当時現道であった三国トンネル

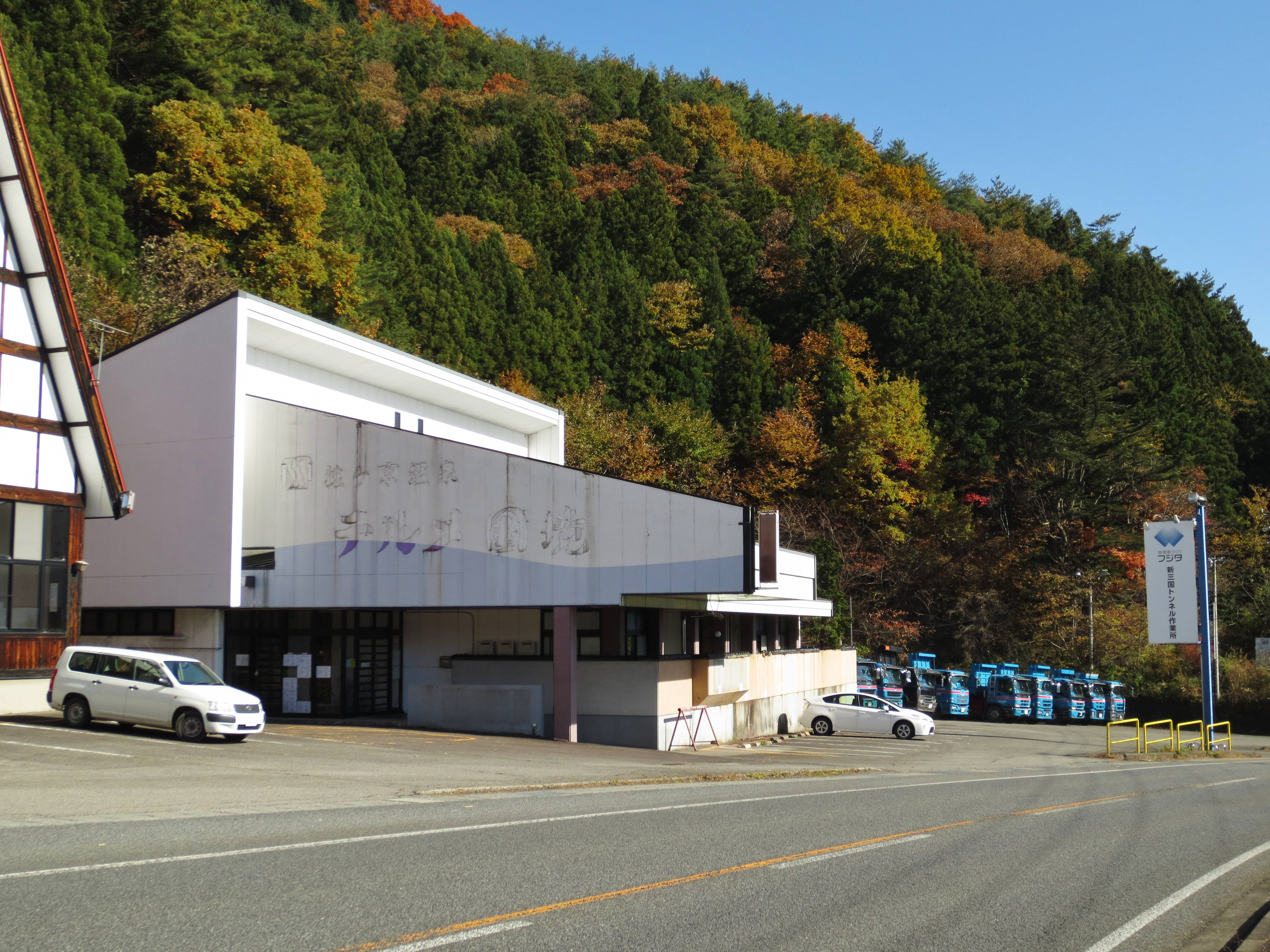
施工を担当したフジタの事務所（群馬県みなかみ町、旧テルメ国境を居抜きで活用していた）

- 2000年（平成12年） - 群馬県利根郡新治村（現みなかみ町）・新潟県南魚沼郡湯沢町などが「新三国トンネル開削促進期成同盟会」を結成、国や県にトンネル付け替えを要望。
- 2004年（平成16年） - 国土交通省が新三国トンネル調査、計画等を開始。
- 2013年（平成25年）8月 - 新三国トンネル開削に向けた準備工事着工。
- 2016年（平成28年）3月 - 国土交通省より準備工事の進捗報告[2]。なお、この時点では開通時期は未定となっていた。
- 2017年（平成29年）8月 - トンネル掘削工事開始[3]。
- 2019年（令和元年）
  - 8月8日 - トンネル貫通[4]。
  - 10月1日 - トンネル貫通式が行われる[5]。
- 2022年（令和4年）3月19日 - 開通式典・セレモニーを経て16時に開通[6][1][7]。